# Macon Blair
Macon Blair (n. 1974, Alexandria, Virginia, SUA) este un actor american, cel mai cunoscut pentru rolurile din Rabla albastră (2013) și Green Room (2015), ambele regizate de Jeremy Saulnier. A debutat regizoral cu I Don't Feel at Home in This World Anymore (2017).

## Filmografie

### Film
| An   | Titlu                                      | Regizor | Scenarist |
| ---- | ------------------------------------------ | ------- | --------- |
| 2013 | The Monkey's Paw                           | Nu      | Da        |
| 2017 | I Don't Feel at Home in This World Anymore | Da      | Da        |
| 2017 | Small Crimes                               | Nu      | Da        |
| 2018 | Hold the Dark                              | Nu      | Da        |
| 2023 | The Toxic Avenger                          | Da      | Da        |
| 2023 | 57 Seconds                                 | Nu      | Da        |
| 2024 | Brothers                                   | Nu      | Da        |

Producător
| An   | Titlu                | Note                |
| ---- | -------------------- | ------------------- |
| 2007 | Murder Party         | Producător executiv |
| 2011 | You Hurt My Feelings | Producător asistent |
| 2015 | Green Room           | Co-producător       |
| 2024 | Rebel Ridge          | Producător executiv |

Ca actor
| An   | Titlu                                      | Rol                       | Note           |
| ---- | ------------------------------------------ | ------------------------- | -------------- |
| 2007 | Murder Party                               | Macon                     |                |
| 2011 | You Hurt My Feelings                       | Macon                     |                |
| 2012 | The Man from Orlando                       | Glenn                     |                |
| 2012 | Hellbenders                                | Macon                     |                |
| 2013 | Blue Ruin                                  | Dwight Evans              |                |
| 2015 | Green Room                                 | Gabe                      |                |
| 2016 | Gold                                       | Connie Wright             |                |
| 2017 | I Don't Feel at Home in This World Anymore | Bar Dude                  |                |
| 2017 | Small Crimes                               | Scotty Caldwell           |                |
| 2017 | The Florida Project                        | John                      |                |
| 2017 | Logan Lucky                                | Special Agent Brad Noonan |                |
| 2017 | Mustang Island                             | Bill                      |                |
| 2018 | Thunder Road                               | Dustin Zahn               |                |
| 2018 | Hold the Dark                              | Shan                      |                |
| 2019 | Kindred Spirits                            | Alex                      |                |
| 2020 | The Hunt                                   | Oliver Fauxnvoy           |                |
| 2020 | I Care a Lot                               | Feldstrom                 |                |
| 2023 | Oppenheimer                                | Lloyd K. Garrison         |                |
| 2023 | The Toxic Avenger                          | Dennis                    |                |
| 2023 | Lousy Carter                               | Dick Anthony              |                |
| 2024 | The Thicket                                | TBA                       | Post-producție |

### Televiziune
| An   | Titlu    | Regizor | Scenarist | Note                |
| ---- | -------- | ------- | --------- | ------------------- |
| 2019 | Room 104 | Da      | Da        | Episodul "The Plot" |

Ca actor
| An      | Titlu            | Rol              | Note       |
| ------- | ---------------- | ---------------- | ---------- |
| 2019    | Swamp Thing      | Phantom Stranger | 3 episoade |
| 2021–22 | Reservation Dogs | Rob              | 2 episoade |